# Hosianna, hipp hurra
Hosianna, hipp hurra är en psalm med text och musik skriven 1970 av Hans Blennow. Texten är hämtad från Matteusevangeliet 21:14-16. Koralsatsen i Herren Lever 1977 är skriven av Torgny Erséus.

## Publicerad i
- Herren Lever 1977 som nummer 846 under rubriken "Kyrkans år - Advent".[1]